# Baumhaus Serviced Apartments
A Baumhaus Serviced Apartments é um complexo hoteleiro da cidade do Porto, em Portugal. Localiza-se na Rua da Boavista, no edifício do antigo Colégio Lumen, originalmente uma residência burguesa da década de 1850. O edifício foi alvo de reabilitação urbana em 2015, sob projecto da arquitecta Ana Coelho, funcionando actualmente como hotel.

## História
O complexo hoteleiro ocupa um edifício cuja construção original remonta à década de 1850, utilizado inicialmente como residência, inscrevendo-se na típica arquitectura residencial burguesa da capital nortenha. Aqui funcionou, utilizando intensamente o espaço durante 40 anos, o Colégio Lumen, uma instituição de ensino privada que abriu portas em 1961. Esta instituição, uma das mais antigas do Porto, que chegou a ter mais de 800 alunos, encerrou em Março de 2010 por falta de meios financeiros.  Após intensas obras de reabilitação iniciadas em 2014, o complexo foi candidato ao Prémio Nacional de Reabilitação Urbana, na categoria Melhor Intervenção de Uso Turístico.

## Baumhaus
Baumhaus significa casa da árvore em alemão. O complexo tem uma das árvores mais antigas da cidade do Porto. A reabilitação da unidade foi assinada pela arquiteta Ana Coelho que se localiza próximo da Casa da Música e da Rotunda da Boavista. Cada um dos 9 quartos do complexo é um tributo ao legado de Almada Negreiros, Júlio Pomar, Nadir Afonso, Henrique Pousão, Maria Helena Vieira da Silva, Manuel Cargaleiro, Julião Sarmento, Paula Rego e Emmerico Nunes. Dentro da habitação ainda é possível encontrar peças de mobiliário originais da época que se misturam com peças de design contemporâneo.

## Outras referências
- A minha Baumhaus no centro do Porto», Fugas
- Baumhaus Porto: Uma casa na cidade - Boa Cama Boa Mesa
- Porto Hotel-Tipps – Unsere Empfehlungen zum Übernachten in Porto», in 22places
- Reabilitação de Edifício no Porto», João Morgado